# Зорица Симовић
Зорица Симовић (Липовац, Горњи Милановац, 1954) српски је драматург и сценариста.

## Биографија
Дипломирала је на Факултету драмских уметности у Београду, катедра за драматургију, 1976. године. Била је уредник сценских програма у Дечјем културном центру Београда, Дечијег ФЕСТА и Радости Европе, позоришни критичар Трећег програма Радио-Београда, сарадник многих листова и часописа објављујући позоришне, филмске и књижевне есеје, поезију и прозу. Била је сценариста великог броја дечјих живо извођених и телевизијски преношених програма из Сава центра и Дечијег културног центра, квиза „Свезнадар“ као и шест епизода телевизијске серије „Пази, свеже обојено“. 
Члан је Удружења драмских уметника Србије у статусу самосталног уметника. Креатор је и извршни продуцент пројеката трупе Позориште Бајка у Новом Београду.
Њена драмске опсервације заснивају се на јасно профилисаним ликовима, живим дијалозима и ефектно обликованим ситуацијама.

### Преводи
Радови Зорице Симовић су превођени на шпански, норвешки, грчки и македонски језик.

## Изведене драме
- Зидање Скадра
- Вински кабаре
- Луткарска библија
- Магисонихари и принцеза Бо
- Две врећице брашна
- Новчић у фонтани
- Растко најмлађи син
- Бајка о сребрној шуми

### ДрамаАнастас
Зорица Симовић је режисер и текстописац драме Анастас о Анастасу Јовановићу, првом српском фотографу и двороуправитељу кнеза Михаила. Централни мотив ове драме је песма „Што се боре мисли моје“ коју је написао кнез Михаило, а компоновао Корнелије Станковић.